# ایرولی
ایرولی (به انگلیسی: Airoli) یک منطقهٔ مسکونی در هند است که در مهاراشترا واقع شده‌است.

## خصوصیات
ایرولی ۲۰۸٬۰۰۰ نفر جمعیت دارد.